# Juan de Valdés Leal
Juan de Valdés Leal, född 3 maj 1622 i Sevilla, Spanien, död 15 oktober 1690, var en spansk målare och skulptör.

## Biografi
Valdés blev målare, skulptör och arkitekt genom studier under bland annat Antonio del Castillo i Córdoba. Bland hans verk finns Historien om profeten Elias för kyrkan av Karmelitorden, Martyrskap av St Andrew för kyrkan San Francesco i Córdoba; och Korsets triumf för la Caridad i Sevilla. Han blev vän med Bartolomé Esteban Murillo, som hade en mycket annorlunda stil; Valdés tenderade att måla dystra och dramatiska ämnen, medan Murillos stil var andaktsfull och lugn. 
Efter att Valdés återvänt till Sevilla 1656, grundade han och Murillo Sevillas konstakademi.
Valdés gifte sig med Isabella Carasquilla, dotter till Antonio Palomino, 1647. Hon var också målare. De fick fem barn, varav flera också blev konstnärer: Lucas, Juan, Maria, och Laura. Hans döttrar specialiserade sig på porträttminiatyrer.

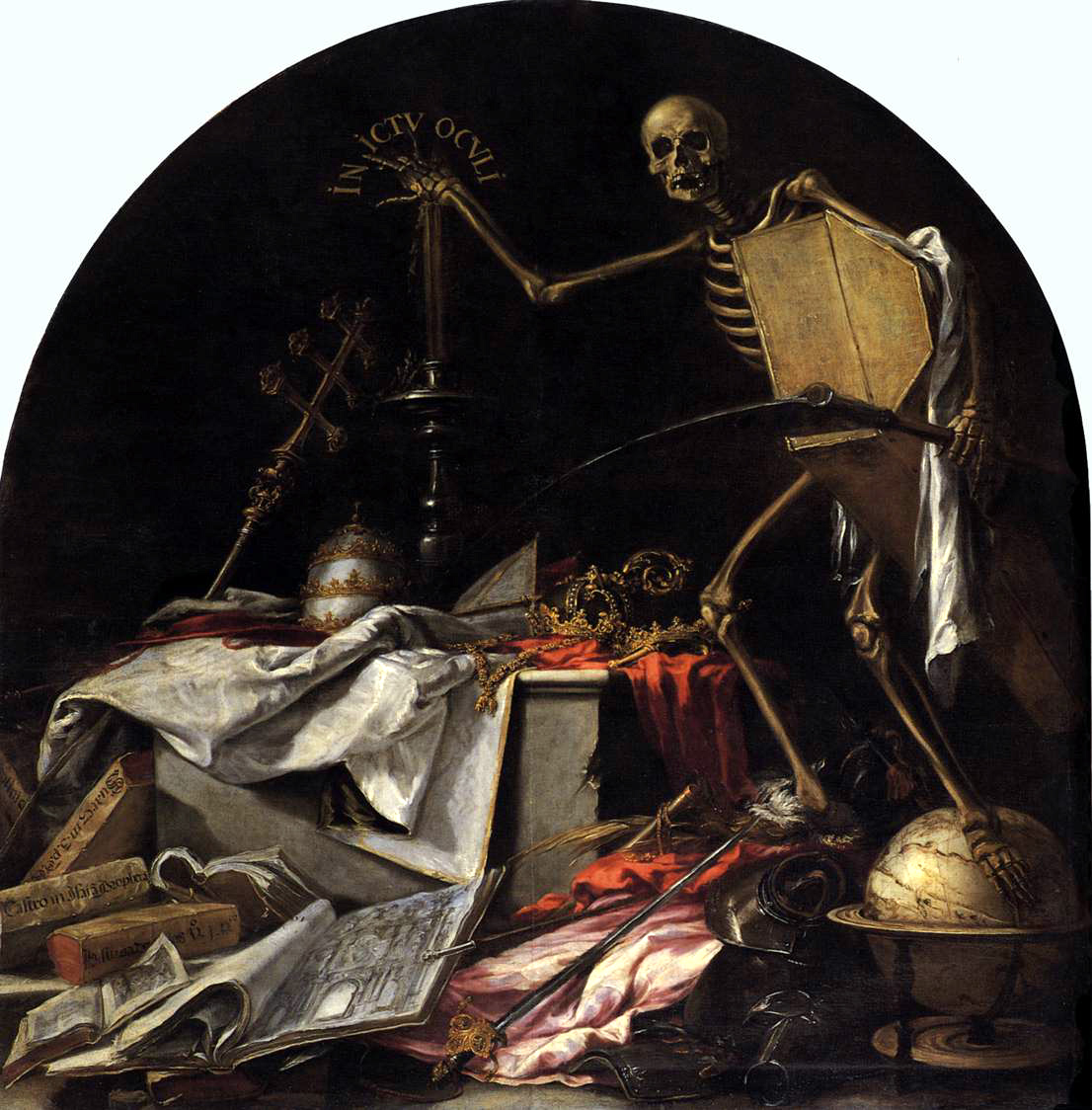
I ICTU oculi, 1672.

## Konstnärskap
Valdés skildrade med förkärlek och på ett utpräglat barockmanér förgängelsemotiv som dödskallar och skelett, vilket gav honom tillmälet ”dödens målare”. Flera av hans målningar behandlar ämnena förgänglighet och dödlighet. Två exempel är i ICTU okuli ("På ett ögonblick") och Finis Gloriae mundi ("Slutet av världens härlighet"), målade för Charity Hospital i Sevilla.